# Le Hangar't

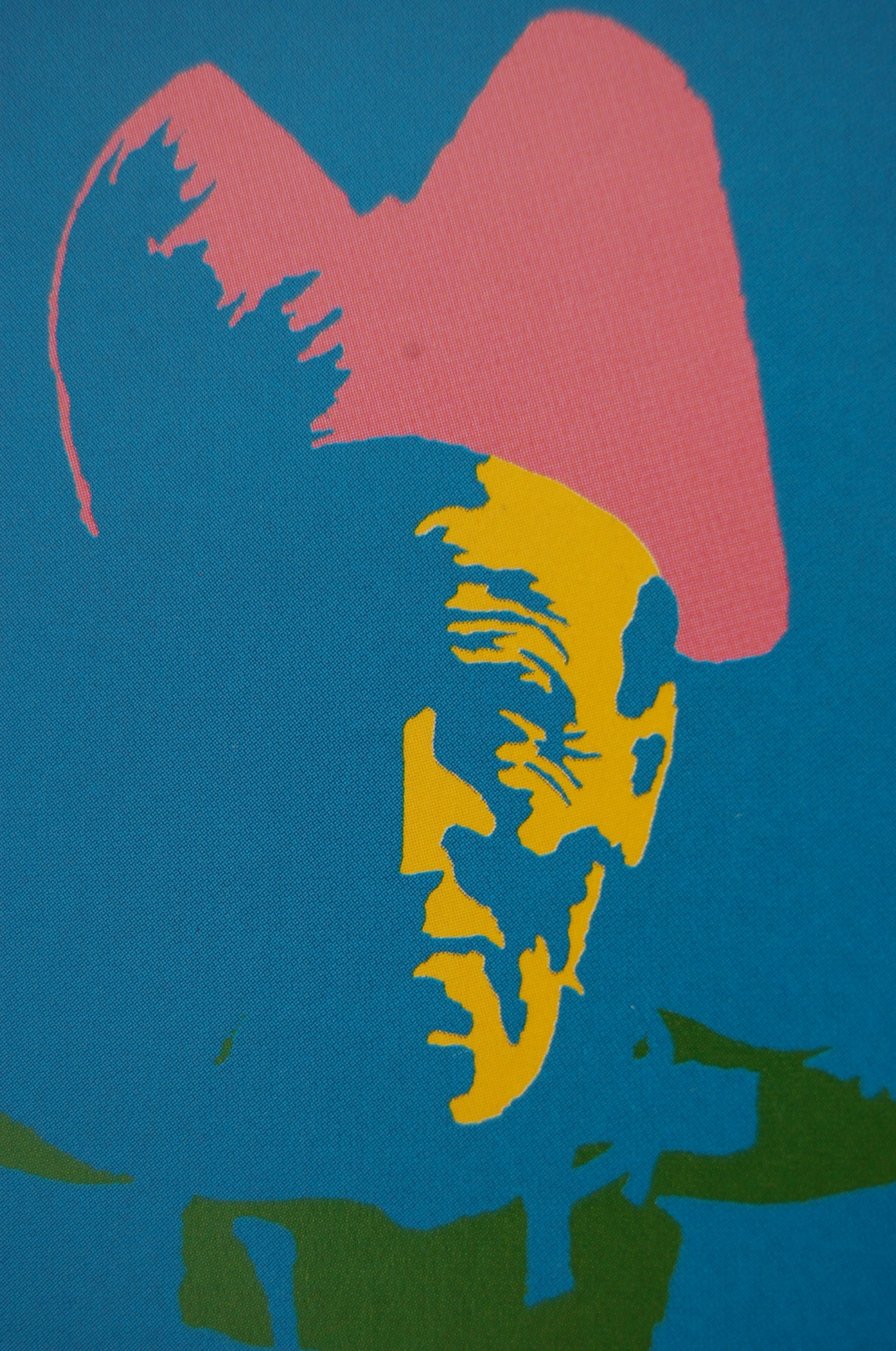
Mamm Gozh, la Marilyn du Hangar't

Le Hangar’t ou École de Nizon, encore appelé Pop's Art, est un mouvement artistique de peintres, né en 1992, dont l’objectif est de préserver, par application d’un procédé photomécanique particulier aux images, la mémoire iconographique du bourg de Nizon (Pont-Aven).

## Création du mouvement
En 1992, à l’occasion du festival artistique Le Mai des Avens, la Jeune chambre économique de Quimperlé propose de travailler sur la mémoire d’une petite commune rurale. Yves Quentel, journaliste passionné d’Art plastiques, cherche alors à réunir des documents et des photos relatifs à l'histoire du XXe siècle du bourg de Nizon. L'objectif est d'en faire des tableaux, dans le cadre du projet du festival. 
Afin de collecter les documents nécessaires à cette exposition, Yves Quentel organise des réunions, le dimanche, en février et mars 1992, au café-boucherie Le Noc au bourg de Nizon. Mobilisées par Maurice Éven, éleveur de limousines à Kercaudan, quelques agriculteurs apportent des photos, issues de leurs archives familiales. Parmi elles figue Nono Cousin, qui vient avec un portrait photographique de sa grand-mère, qui devient, une fois retravaillé selon le procédé Hangar't, l’œuvre la plus représentative de la production de l'École de Nizon ; la Mamm Gozh.
Rapidement, l’idée de faire réaliser les peintures par les habitants de Nizon eux-mêmes s’impose à  Yves Quentel. L’ancienne conserverie Lomenec’h, un bâtiment désaffecté située au lieu-dit Pontic-Malo à la sortie de Pont-Aven, et appartenant à la mairie de Pont-Aven est mise à disposition du projet. Après quelques explication sur le procédé photomécanique à mettre en œuvre, les premiers tableaux sont réalisés par les habitants de Nizon dans ce bâtiment.
La première exposition, dotée de vingt-neuf tableaux, y est inaugurée le 30 avril 1992, la veille de l’ouverture du Mai des Avens.

## Les œuvres
Plus d'une cinquantaine d'œuvres sont réalisées par le mouvement, depuis sa création. Elles présentent l'originalité de ne pas être signées de leur(s) auteur(s) ou coauteur(s) et de n'appartenir à personne, conformément aux principes philosophiques du mouvement.
Parmi les d'œuvres les plus connues : 
- La reine des Ajoncs d’or (1992) ;
- Les trois boulangers (1995) ;
- Talbury, le taureau de Saint-Maudé(1995).

Le tableau emblématique du mouvement reste la Mamm-Gozh, dans ses multiples versions. Elle est appelée La Marilyn de Nizon, par analogie avec les diptyques d'Andy Warhol. Chaque nouvel entrant au Hangar't commence par faire sa Mamm Gozh'.

## La devise
Faut pas être artiste pour faire de l'art, mais faut être paysan pour faire du cochon est une réflexion de Raymond Daniélou, qu'Yves Quentel a érigé en devise du mouvement de Nizon.

## Expositions
- Nizon 2000, La belle aventure des peintres de Nizon ( 1er juillet - 25 septembre 2000) ;

- En 2012, à l'occasion du vingtième anniversaire du mouvement, les peintres du Hangar’t exposent à Manhattan ( New-York, USA), en octobre, et à Paris (France), en novembre, trente-cinq toiles[2].